# Göttinger Elch
Der Göttinger Elch wird seit 1997 für „ein Lebenswerk satirischer Provenienz und/oder eine satirische Mehrfachbegabung“ vergeben. Er ist der einzige deutsche Preis für Satire. Er wurde von dem Göttinger Journalisten und Ausstellungsmacher W. P. Fahrenberg 1997 initiiert, als das Wort Elchtest Konjunktur machte. Die Preisverleihung wurde von Anbeginn vom Fachbereich Kultur der Stadt Göttingen ausgerichtet. Die Auszeichnung soll an den „Satire-Urvater“ Georg Christoph Lichtenberg erinnern. Der Name des Preises ist dem Zitat F. W. Bernsteins „Die schärfsten Kritiker der Elche waren früher selber welche“ gewidmet.
Der ELCH wird i.a. im Deutschen Theater zu Göttingen verliehen. Begleitende Ausstellungen finden im Alten Rathaus zu Göttingen statt.
Der Satirepreis ist mit 3.333,33 Euro, ehemals 99 Dosen „Original Göttinger Elch-Rahmsüppchen“ und einer massiv silbernen Elch-Brosche dotiert. 

## Preisträger
- 1997: Chlodwig Poth
- 1999: Robert Gernhardt
- 2000: Gerhard Polt
- 2001: Harry Rowohlt
- 2002: Marie Marcks
- 2003: F. W. Bernstein
- 2004: Emil Steinberger
- 2005: Otto Waalkes
- 2006: Hans Traxler
- 2007: Ernst Kahl
- 2008: Biermösl Blosn
- 2009: Helge Schneider[2]
- 2010: Olli Dittrich
- 2011: Josef Hader
- 2012: Franziska Becker
- 2013: Michael Sowa
- 2014: Georg Schramm
- 2015: Rudi Hurzlmeier
- 2016: Max Goldt
- 2017: Gerhard Glück
- 2018: Pit Knorr, Wiglaf Droste
- 2019: Gerhard Haderer[3]
- 2021: Maren Kroymann[4]
- 2022: Eugen Egner[5]
- 2023: Rainald Grebe[6]
- 2024: Greser & Lenz[7]
- 2025: Christiane Rösinger[8]

## Die ELCH-Jury
- Hilmar Beck, Gründungsmitglied des ELCH
- Achim Frenz († 2024), Caricatura Museum für Komische Kunst
- Antje Kunstmann, Verlegerin, München
- Christoph Oppermann, Journalist, Wunstorf
- Elke Schmitter, Journalistin und Schriftstellerin, Berlin
- Martin Sonntag, Caricatura Galerie Kassel
- Harriet Wolff, Journalistin und Fotografin, Berlin
- Hans Zippert, Journalist, Frankfurt